# Шершниха (село)
Шершниха — упразднённое село в Троицком районе Алтайского края. Входило в состав Новоеловского сельсовета. Упразднено в 1982 г.

## География
Село располагалось на правом берегу реки Большая Речка в месте впадения в неё реки Шершниха, в 3 км к северо-востоку от села Гордеевка.

## История
Основано в 1700 году. В 1926 году деревня Шершниха состояла из 187 хозяйств, действовала школа I ступени. В административном отношении являлось центром Шершнихинского сельсовета Больше-Реченского района Бийского округа Сибирского края.
Решением Троицкого райисполкома от 19.11.1982 г. № 182 село Шершниха исключено из учётных данных.

## Население
По переписи 1926 г. в деревне проживало 988 человек, в том числе 471 мужчин и 517 женщин. Национальный состав — белоруссы.